# Polizeiruf 110: Bruderliebe
Bruderliebe ist ein deutscher Kriminalfilm von Ulrich Stark aus dem Jahr 2000. Der Fernsehfilm erschien als 219. Folge der Filmreihe Polizeiruf 110. Sigi Möller und Kalle Küppers ermittelten in ihrem 6. Fall.

## Handlung
Gabi Bauer und ihr Freund Sigi Möller, Streifenpolizist in Volpe erwarten ein Kind. Der alte Alfons Kohler wiederum sieht nach vielen Jahren seinen Sohn Ralle – einen Stuckateur – wieder, der nach Kohlmarkt am Moos zurückgekehrt ist. Kohlmarkt am Moos, ein Ort mit zahlreichen stillgelegten Kiesgruben, wiederum wird im Zuge einer Gebietsreform nach Volpe eingemeindet, heißt nun Volpe III und macht die kleine Stadt zur Kreisstadt. Volpes Bürgermeister Huffer ist begeistert und hofft, dass in Volpe III nun Bauarbeiten beginnen. Nicht ganz legal hat nämlich der Gemeinderat, der von der bevorstehenden Eingemeindung wusste, Anteile der Colon Invest gekauft, die in Volpe III ein Moorbad erbauen wollte. Die Colon Invest gehört Ingo Ambeck, der inzwischen eine Größe im Rotlichtmilieu geworden ist. Ingo ist der Sohn von Alfons Kohler und Bruder von Ralle. Ihm gehören auch alten Kiesgrubengebäude in Volpe III, in denen er Alfons als „Hausmeister“ arbeiten lässt, und zu denen der Nachtclub Top City gehört. Im Top City arbeitet die junge Tanja als Kellnerin. Sie hat vor einigen Wochen ein Verhältnis mit Ralle begonnen, was Alfons beenden will. Es wird deutlich, dass der Vater seinen Sohn Ingo hasst und Ralle beschützen und wieder weg aus Volpe bringen will.
Als einige Gemeinderäte zur Gebietsvermessung nach Volpe III kommen, werden sie von Alfons beschossen. Gemeinderat Mühlbach erstattet Anzeige gegen Alfons. Ingo und sei Security-Berater Robert Weller bezeichnen die Schüsse von Alfons jedoch als reines Missverständnis und versprechen, die Sache ins Reine zu bringen. Weller als ehemaliger BKA-Beamter kennt sich mit Polizeiarbeit aus und holt kurz darauf auch Ralle aus der Untersuchungshaft: Der hatte vor Sigi und Kalle Tanja verprügelt, weil sie ihm gestanden hatte, in Wirklichkeit eine Prostituierte zu sein. Tanja erstattete Anzeige gegen Ralle, floh jedoch kurz danach vor Ingo. Zur Befragung auf dem Revier erscheint sie nicht. Ingo wiederum gibt Alfons den Befehl, Tanja zu finden und zu töten. Bürgermeister Huffer und die Gemeinderäte erfahren unterdessen, dass die Colon Invest nicht mehr in Volpe bauen will. Die Politiker sind so Anteilseigner einer Gesellschaft, die in Volpe ein Bordell betreibt – Ingo erpresst die Männer, dass er alles öffentlich machen wird, sollten sie ihre Anteile verkaufen wollen.
Sigi und Kalle ahnen, dass etwas faul ist. Mühlbach zieht plötzlich seine Anzeige gegen Alfons zurück und Tanja bleibt verschwunden. Erst die Recherche im Polizeicomputer bringt beide Polizisten darauf, dass Ingo Alfons’ Sohn ist. Verwirrend erscheint jedoch die Familiengeschichte, so ist Gisela Kohler zwar die inzwischen verstorbene Mutter von Ingo und Ralle, Vater Alfons wird in den Akten jedoch als ledig und kinderlos beschrieben. Der Vater von Ingo und Ralle wiederum ist offiziell nicht bekannt. Auch die Machenschaften der Colon Invest machen Sigi und Kalle stutzig, so beteiligt Ingo Bürgermeister und Gemeinderat scheinbar grundlos an der Colon Invest, die hohe Gewinne abwirft. Offensichtlich werden die Politiker bezahlt, damit das Gebiet von Volpe III nicht bebaut wird. Beide Polizisten begeben sich zum Top City, das sie wegen einer geschlossenen Gesellschaft jedoch nicht betreten dürfen. Weil sie nicht lockerlassen und die Gäste im Inneren unruhig werden, erscheint plötzlich Weller. Er gibt sich als verdeckter BKA-Ermittler aus, der Ingo seit Jahren beschatte. Im Top City findet gerade eine Versteigerung von Frauen aus Osteuropa statt, Weller habe das gesamte Gelände umstellen lassen und wolle in Kürze das Top City stürmen lassen. Er schickt die Beamten zu Alfons, der Tanja umgebracht habe. Erst als Sigi und Kalle bei Alfons sind, erkennen sie, dass Weller gelogen hat. Tanja ist bei Alfons, der zu kooperieren verspricht, wenn Ralle am Ende aus allem herausgehalten werde.
Ralle, der Ingos rechte Hand und zukünftiger Inhaber des Top City werden soll, erfährt von seinem Bruder das Familiengeheimnis: Gisela und Alfons waren Geschwister; Alfons habe Gisela vergewaltigt und die habe sich nach Ralles Geburt das Leben genommen. Kurz nach der Offenbarung erscheinen Sigi, Kalle, Tanja und Alfons am Top City. Ralle will seinen Vater töten, erschießt am Ende jedoch Weller, der dazugekommen ist. Die Gruppe geht schließlich in einer Halle unweit des Top City in Deckung, wo sie beschossen werden. Ralle ermöglicht Tanja die Flucht und kehrt ins Top City zurück. Gabi hat unterdessen nach Sigi gesucht und erscheint mit den Gemeinderäten und Bürgermeister Huffer in Volpe III. Sie täuschen eine Übermacht vor und können schließlich alle Frauen aus den Händen der Menschenhändler befreien. Am Ende sind nur noch Ralle und Ingo im Top City. Alfons geht zu ihnen und stellt die Familiengeschichte richtig: Er und Gisela hatten sich geliebt, Gisela brachte sich um, weil das gesamte Dorf gegen die Beziehung war und Ingo massiv ausgrenzte. Ralle wurde zu Pflegeeltern gegeben, weil er nicht Ingos Schicksal erleiden sollte. Alfons lässt Ralle gehen und sprengt schließlich sich und Ingo in die Luft. Ralle und Tanja werden eine Familie gründen – Tanja erwartet ein Kind von Ralle, weswegen Alfons sie am Leben ließ.

## Produktion
Bruderliebe wurde vom 15. November bis 16. Dezember 1999 in München und Umgebung sowie in Brilon gedreht. Die Kostüme des Films schuf Rosemarie Hettmann, die Filmbauten stammen von Petra Heim. Der Film erlebte am 17. September 2000 auf Das Erste seine Fernsehpremiere. Die Zuschauerbeteiligung lag bei 18,8 Prozent (6,25 Millionen Zuschauer).

## Kritik
Für die TV Spielfilm war es ein „schräger Polizeiwestern aus der Provinz“. Rainer Tittelbach befand in der Welt, dass die Polizeirufhandlung viel, aber nicht zu viel enthalte. Zudem nehme man einem Polizeiruf wie Bruderliebe, „der seine Muster zur dezenten Ironisierung freigibt, […] mehr verrückte Situationen ab als realistischeren Krimis“. „Regisseur Ulrich Stark verleiht diesem sechsten Kölner ‚Polizeiruf‘ Spannung, Tiefgang und Poesie. Das überraschungsreiche Krimi-Melodram fällt aus dem Rahmen des Üblichen heraus“, befand Heiko R. Blum in den Nürnberger Nachrichten.
Die Stuttgarter Zeitung bewertete den Film zwiespältig: „…der Humor um das eigentlich überforderte Polizistenduo, das nur dank tatkräftiger Reue des Gemeinderats den Fall heil überlebt, kommt diesmal etwas zu kurz. Dafür schlägt die Handlung zuweilen muntere Kapriolen, und manches Detail der Geschichte bleibt unverständlich.“ Als „zur Groteske tendierenden Krimi“ bezeichnete die Süddeutsche Zeitung den Film. „Hollywoods B-Picture-Methoden werden hier im Fernsehformat zitiert. Was bleibt, ist reine Parodie. Die großen Gefühle aber, die stellen sich nicht mehr ein.“ Für die Passauer Neue Presse hatte der Krimi ein „ungewöhnliches Finale, aber sonst viele Längen und eine konfuse Story – da konnte auch das sonst so witzige Polizistenduo nichts retten. Dieser Sonntagabend-Krimi war zu verwirrend. Leider.“ Die Berliner Zeitung schrieb, dass Regisseur Ulrich Stark in Bruderliebe „dem Affen zu viel Zucker [gab]. Denn die mehr als krude Story […] interessierte ihn offenbar nur am Rande. […] Witzeleien über Schützenvereine und esoterisch angehauchte Geburtsvorbereitungskurse machen keinen guten Krimi“.